# DCM (잡지)
디지털카메라매거진 (DCM)은 2016년 8월 디카톡 이경윤. 박상용 공동 대표가 재창간한 카메라 및 사진 월간지이다. 이전에는 미디어브리지에서 국내에 출간 하였으며 2016년 일본과의 라이센스를 협약을 해지하였다.
디지털카메라매거진 (DCM)은 일본 IMPRESS Group이 발행하는 Digital Camera Magazine의 라이센스 잡지이다.
2019년 8월 디카톡은 내부적으로 진행하는 형태(내용)에 따라 두개의 사업자로 분리된다. 디씨엠코리아 (DCM KOREA)와 디카톡 (DICATALK)이다.
디씨엠코리아는 이경윤 대표, 디카톡은 박상용 대표로 분리된다.
디씨엠코리아는 디지털카메라매거진 (DCM) 월간지과 북인북 제작을 진행한다. 그리고 디카톡 (DICATALk) 은 단행본, 카탈로그 외 출판 디자인 및 동영상 제작을 진행한다.
내부적으로 진행하는 형태에 따라 분리되었지만 지속적으로 협업하는 관계로 유지하고 있다.